# 根本圭子
根本圭子（日语：／ Nemoto Keiko，1979年12月10日—），日本女性配音員。81 Produce所屬。出身於千葉縣。身高158cm。AB型血。

## 人物
興趣、特長：柔軟體操、雙層電子琴。
其代表作《火影忍者》中的要角靜音是由負責錄音演出的神尾千春決定，原因是她的第一份配音工作為海外影集《24》進行日語配音時認識了一位熟人後介紹給導演後而決定的。
2012年3月4日宣布與同行高塚正也結婚。
2019年12月10日在40歳生日當天宣布已生下一子。
秋山留奈死後繼承了《吵雜森林的小頑固》中小頑固的角色。是通過試鏡決定的，在試鏡中包括根本圭子在內最後留下來的兩個人，在NHK總部的會議室同時交替朗讀台詞。此外，據說同一作品的錄音是用一個麥克風「面對面」的方式一種略顯不尋常的感覺。

## 演出
粗體字表示主要角色。

### 電視動畫
2002年
- 哈姆太郎（2002年－2005年，健太、長瀨、仙人掌兄弟C、男童）2系列
- 超齡細公主（2002年－2003年，學生D、園童E）
- 週刊神奇寶貝放送局（九郎）
- 洛克人EXE（2002年－2005年，佛魯迪、夏恩）3系列[注 1]
- 魔法咪路咪路（2002年－2005年，曼波、福田廣子）4系列

2003年
- 妙妙魔法屋（小時候的蠟燭B）
- 真月譚 月姬（小時候的遠野志貴）
- 火影忍者（2003年－2004年，暗部之女／卯月夕顔、日向寧次〈幼少時期〉／小時候的寧次、靜音、豚豚）

2004年
- 阿嘉莎·克莉絲蒂的名偵探白羅與瑪波（塞萊斯汀）
- 花右京女侍隊 La Verite（侍女、慈悲王琉伽）

2005年
- 幸運女神（2005年－2006年，中野、女忍者）2系列
- 韋駄天翔（明的母親）
- 玻璃假面 (2005年版)（池田、杉山、彌生、女性教師、蘇菲審核員、店主）
- 今日大魔王（おかみさん）
- 地獄少女（2005年－2006年，澀谷南的母親、湊五月）
- 喜歡所以喜歡（永瀨芥〈小時候〉）
- 走投無路危險爺爺（日语：絶体絶命でんぢゃらすじーさん）（味助）
- 索斯機械獸V（次郎）
- 棉花糖樂園（掃地的老婆婆）
- MÄR 魔兵傳奇（女學生）

2006年
- 彩雲國物語（男孩）
- 白色戀人
- 魔法娜娜咪（大嬸）
- MUSASHI -GUN道-（ガンダダーン）

2007年
- 銀魂（2007年－2018年，村田鐵子）4系列
- 驅魔少年（露邦）
- 拯救德爾托拉（珊卓）
- 火影忍者疾風傳（2007年－2013年，靜音、豚豚、砂之國的男子、空〈幼少時期〉、根之者〈卯月夕顏〉、寧次〈幼少期〉）
- 藍龍（2007年－2009年，修）2系列
- MAJOR系列（2007年－2008年，聖秀高中理事長）2系列

2008年
- 守護甜心！（萬田）2系列
- 決鬥大師系列（2008年－2013年，艾莉歐）2系列
- 無限之住人（天津影久〈少年〉）

2009年
- 四葉遊戲（藤田）
- 迷宮塔 ～烏魯克之盾～（女性）

2010年
- 刀語（必〈幼少期〉）
- 江戶盜賊團五葉（誠之進）

2011年
- 海螺小姐（2011年－2013年，巫女、駒子）
- 神奇寶貝超級願望（訓練師）

2012年
- 卡片鬥爭!! 先導者系列（2012年 - 2014年，法西爾·亞利）3系列
- 火影忍者外傳 李洛克的青春全力忍傳（靜音）

2013年
- 閃電十一人GO 銀河（希姆露·費羅夢娜）

2014年
- GO-GO 寵物反斗星（傑克吉）

2015年
- 不起眼女主角培育法（女教師）

2016年
- （2016年－2018年）2系列[10][11]
- 滑子菇 ～世界的朋友～（日语：おさわり探偵 なめこ栽培キット#テレビアニメ）（庭園滑子菇）

2017年
- 新黑色推銷員（藝妓）
- 夏目友人帳 陸（葵〈少年時期〉）
- BORUTO -火影新世代- NARUTO NEXT GENERATIONS-（2017年－2020年，靜音）

2018年
- 付喪神出租中（十女）

2019年
- 家有女友（栗本文哉的母親）
- 拾又之國（克利克斯的母親）

### 電影動畫
- 洛克人EXE：光與黑暗的遺產（日语：ロックマンエグゼ 光と闇の遺産）（2005年，佛魯迪）
- 劇場版 火影忍者疾風傳（2007年，靜音）
- 劇場版 火影忍者疾風傳：牽絆（2008年，靜音）
- 劇場版 火影忍者疾風傳：火意志的繼承者（2009年，靜音）
- 劇場版 銀魂：新譯紅櫻篇（2010年，村田鐵子）
- 劇場版 火影忍者疾風傳：失落之塔（2010年，靜音）
- 鐵拳：血之復仇（2011年，木人）
- ROAD TO NINJA -NARUTO THE MOVIE-（2012年，靜音）
- THE LAST -NARUTO THE MOVIE-（2014年，靜音）

### OVA
- 聖鬥士星矢 THE LOST CANVAS 冥王神話（2009年，少年）
- 麻理茂的花 ～最強武鬥派小學生傳說～（日语：まりもの花 〜最強武闘派小学生伝説〜）（2012年，部下1）

### 遊戲
2003年
- 洛克人EXE Transmission（日语：ロックマンエグゼ トランスミッション）（佛魯迪）
- 魔法咪路咪路系列（2003年－2005年，曼波）2作品

2004年
- Quest of D（日语：Quest of D）
- 火影忍者系列（2004年－2014年，靜音[12]）11作品
- VR快打E世代 ～J6的野心～（賽伊）

2007年
- 毀滅全人類！（日语：デストロイ オール ヒューマンズ!）（洛克威爾小姐、鄉下女孩）
- 虹彩六號 拉斯維加斯（2007年－2008年，喬安娜·托利斯）2作品

2009年
- 捷克與達斯特 ～失落的邊境～（日语：ジャック×ダクスター 〜エルフとイタチの大冒険〜）（女海盜）

2011年
- 怪盜史庫柏精選（日语：怪盗スライ・クーパー#スライ・クーパー コレクション）（米茲·露比、康泰莎）

2012年
- 鍊金術士艾可蘿妮 ～Dear for Otomate～（日语：エルクローネのアトリエ 〜Dear for Otomate〜）（維多利亞）

2013年
- 銀魂系列（2013年－2018年，村田鐵子）2作品
- 卡片鬥爭!! 先導者 衝向勝利！（法西爾·亞利）

2018年
- 超級機器人大戰X（EX人）
- 飛舞於天涯、粹之花（日语：天涯ニ舞ウ、粋ナ花）（彌島梅[13]）

2019年
- 機甲戰魔（玫瑰皇后[14]）

2020年
- 幻想大陸戰記：盧納基亞傳說（梅德莎[15]）
- 決鬥大師PLAY'S（佛魯迪）

2022年
- 洛克人X DiVE（佛魯迪[16]、佛魯迪.EXE[16]）

### 廣播劇CD
- 少年同盟 高中篇2（男子）

### 外語配音

#### 電影
- 1941
- 42號傳奇（瑞秋·羅賓遜（英语：Rachel Robinson））
- 潛艇沉沒（卡秋莎）
- 八厘米2（英语：8mm 2）（林恩〈朱莉·本茨〉）
- 地球過後（衛星航標）
- 樓上鄰居外星人（英语：Aliens in the Attic）（亞特·皮爾遜〈亨利·楊〉）
- 萬靈之日（英语：All Souls Day (film)）（瑞奇·懷特）
- 異形鬼屋（英语：Alone in the Dark (2005 film)）（費恩斯特拉〈歐娜·高爾（英语：Ona Grauer）〉）
- 瞞天大佈局（多莉·波利托〈伊麗莎白·羅姆〉）
- 亞森羅蘋（英语：Arsène Lupin (2004 film)）
- 危牆（英语：The Assassin Next Door）（加利亞〈歐嘉·柯瑞蘭寇〉）
- 殲滅13區（英语：Assault on Precinct 13 (2005 film)）（安娜）※影碟版。
- 海灘救護隊（史蒂芬妮·霍爾頓〈伊芬什·哈德拉（英语：Ilfenesh Hadera）〉）
- 絕地奶霸：唬父無犬子（英语：Big Mommas: Like Father, Like Son）（美術老師）
- 黑色誕生（英语：Black Nativity (film)）（奈瑪〈珍妮佛·哈德遜〉）
- 惡靈傳奇（英语：Bogeyman）（弗蘭）
- 一支丁香花（英语：Branch of Lilac）（瑪莉安娜〈米莉安·塞洪〉）
- 濃情威尼斯（英语：Casanova (2005 film)）
- 疑雲殺機（比爾吉特〈安妮卡·金姆·莎爾諾（英语：Anneke Kim Sarnau）〉）※DVD版。
- 熟男型不型（漢娜·“娜娜”·韋弗〈艾瑪·史東〉）
- 搖擺情事：爵士大師柯爾波特傳（英语：De-Lovely）（派翠克）
- Event 15 (2013年電影)（布勞〈金伯莉·伊麗絲（英语：Kimberly Elise）〉）
- 華氏911（C·艾什利）
- 愛情全壘打（英语：Fever Pitch (2005 film)）（莫莉〈艾恩·斯姬（英语：Ione Skye）〉）
- 空中危機
- 開膛手（波利·尼科爾斯（英语：Mary Ann Nichols）〈安娜貝爾·阿西恩（英语：Annabelle Apsion）〉）※東京電視台版。
- 透明人2
- 烈火戰車（凱倫）
- 最後一戰4：航向黎明（艾波爾·奧倫斯基）
- 恐怖旅舍第二站（英语：Hostel: Part II）（惠特尼·斯沃林〈碧珠·菲利浦斯（英语：Bijou Phillips）〉）※DVD版。
- 女郎我最兔（娜塔莉〈艾瑪·史東〉）
- 惡靈鬼屋2（英语：House of the Dead 2 (film)）（特蕾西）
- 舞孃騙很大（伊莉莎白〈茱莉亞·史緹爾〉、莉茲〈麗珠〉）
- 冰上公主（英语：Ice Princess）（安）
- 紐澤西愛未眠
- 戀愛刺客（英语：John Tucker Must Die）
- 穿越時空愛上你 ※日本電視台版。
- 王者理查（奧拉森·威廉斯（英语：Oracene Price）〈安潔紐·艾莉絲〉[17]）
- 愛在血淚交織時（英语：In the Land of Blood and Honey）（萊拉〈凡妮莎·葛羅迪歐（英语：Vanessa Glodjo）〉）
- 致命玩笑2（英语：Joy Ride 2: Dead Ahead）（凱拉〈勞拉·喬丹（英语：Laura Jordan (actress)）〉）
- 絕世好Bra（Gigi〈卓韻芝〉）
- 彼得謝勒的生與死（英语：The Life and Death of Peter Sellers）
- 疾厄（蕾吉娜·摩斯〈麥可·布莉安娜·懷特（英语：Michole Briana White）〉[18]）
- 雙面瑪琳達（英语：Melinda and Melinda）（莎莉〈阿里加·巴利吉斯（英语：Arija Bareikis） 〉）
- 聖杯傳說（黛博拉〈珍妮佛·卡爾維特（英语：Jeniffer Calvert）〉）
- 登峰造擊 ※影碟版。
- 蒙娜麗莎的微笑 ※STAR CHANNEL（日语：スター・チャンネル）版。
- 我的名字叫可汗（少年時期的里茲萬·汗〈塔奈·切赫達（英语：Tanay Chheda）〉）
- 手札情緣（莎拉）
- 麻木（英语：Numb (2015 film)）（道恩〈史蒂芬妮·范菲登〉）
- 胡桃鉗與奇幻四國（廚師）
- 淒艷斷腸花（英语：The Paradine Case）（朱迪·弗拉克〈伊麗娜·道格拉斯（英语：Illeana Douglas）〉）
- 超急快遞（凡妮莎〈丹妮亞·拉米雷兹〉）
- 流行教母（英语：Raising Helen）（亨利·戴維斯〈史賓塞·布雷斯林〉）
- 蕾蒙娜和姐姐（英语：Ramona and Beezus）（比祖斯·昆比〈賽琳娜·戈梅茲〉）
- 一刀未剪的童年（英语：Running with Scissors (film)）
- 魔蠍大帝 ※日本電視台版。
- 蜂蜜罐上的聖瑪利（英语：The Secret Life of Bees (film)）（羅莎琳·“七月”·戴絲〈珍妮佛·哈德森〉）
- 非禮勿視（克里斯汀·薩拉特〈克莉絲緹娜·維達爾（英语：Christina Vidal）〉）
- 慾望城市（路易絲〈珍妮佛·哈德遜〉）
- 謎離藥謊
- 恐怖狗狗（英语：Spooky Buddies）
- 泰山2
- 魔法世界：聖誕老爹的秘密（英语：Terry Pratchett's Hogfather）（蘇珊·斯托·赫利特（英语：Susan Sto Helit）〈米雪·道克利〉）
- 航站情緣（露西〈賽莎·史皮爾伯格（英语：Sasha Spielberg）〉）※DVD版。
- 三個臭皮匠（英语：The Three Stooges (2012 film)）（莉迪亞·哈特〈索菲婭·維加拉〉）
- 不請自來（英语：The Uninvited (2009 film)）（亞歷克斯〈阿莉爾·凱貝爾〉）
- 玩命車手（英语：Vehicle 19）（瑞秋·沙班古）
- 荒野大飆客（英语：Wild Hogs）
- 女人是男人的未來（英语：Woman Is the Future of Man）（海娜）

#### 電視影集
- 家庭風雲（茱莉亞）
- CSI犯罪現場：紐約（第6季：山姆·哈里斯、第7季：特蕾西·帕克）
- 急診室的春天 (第12、13季)（提米·揚科夫斯基〈斯凱勒·吉桑多（英语：Skyler Gisondo）〉、看護師）
- 選情告急
- 逍遙法外（伊芙·羅斯洛〈芳姬·詹森〉）
- 愛卡莉
- 天賜
- LAX（英语：LAX (TV series)）（貝蒂〈溫蒂·胡帕斯（英语：Wendy Hoopes）〉）
- 夜班急診室（克里斯塔·貝爾-哈特〈吉妮安·古森（英语：Jeananne Goossen）〉）[19]）
- 尼基塔（安雅）
- 疑犯追踪（安德里亞·古鐵雷斯〈艾波·李·赫南德茲（英语：April Hernandez Castillo）〉）
- 火星競賽（英语：Race to Mars）（亞當·艾溫）
- 複製陰謀（莉莉絲·桑德斯特倫〈艾倫·佩姬〉）
- 復仇
- 慾海醫心（阿洛·格蘭特）
- 時間裁縫師（英语：The Time in Between (TV series)）（帕基塔〈佩帕·魯絲（英语：Pepa Rus）〉）
- 穹頂之下（黛狄·韋弗〈喬倫娜·珀迪（英语：Jolene Purdy）〉）
- 記憶神探
- 維多利亞

#### 動畫
- 團結的魔法（英语：A Kind of Magic (TV series)）（湯姆）
- 復仇者聯盟：正義出擊（英语：Avengers Assemble (TV series)）（海拉）
- 蝙蝠俠：智勇悍將（威克勝）
- 鄉下人（萊利）
- 親親麻吉（麥克和特倫斯的母親〈格蕾·德萊勒〉）
- 大力士（英语：Hercules (1998 TV series)）（女性）
- 冰原歷險記3：恐龍現身
- 吉米大冒險（英语：Jimmy Two-Shoes）（吉米）
- 樂高星際大戰：學徒危機（英语：Lego Star Wars）（伊恩〈韓·蘇洛〉）
- 米羅的莫非命運（巴吉特）[注 2]
- 飛哥與小佛（巴吉特）
  - 飛哥與小佛 the Movie：超時空之謎（巴吉特、異次元的巴吉特）
- 湯瑪士小火車（莫莉、托帕姆·哈特爵士的母親、伊麗莎白、貝爾、海瑞塔、史帝夫·哈特、黛西、傑克、漢娜、維拉·坎特夫人 等）※東京電視台、NHK版。
  - 湯瑪士小火車電影系列
    - 第6部：柴油火車的祕密行動（英语：Thomas & Friends: Day of the Diesels）（貝爾、托帕姆·哈特爵士的母親）
    - 第8部：鐵路王國——尋找皇冠之旅（英语：Thomas & Friends: King of the Railway）（貝爾、傑克）
    - 第11部：多多島之迷失寶藏（英语：Thomas & Friends: Sodor's Legend of the Lost Treasure）（黛西、海瑞塔、傑克）
    - 第12部：鐵路大競賽（英语：Thomas & Friends: The Great Race）（貝爾、馬里昂〈代演配音〉、吉娜、黛西）
    - 第14部：環遊世界大冒險（日语：きかんしゃトーマス Go!Go!地球まるごとアドベンチャー）（黛西、美式柴油火車、加西亞、托帕姆·哈特爵士的母親 等）
    - 第15部：挖掘與發現（日语：きかんしゃトーマス チャオ!とんでうたってディスカバリー!!）（貝爾、傑克）
    - 第16部：非凡的發明（日语：きかんしゃトーマス おいでよ!未来の発明ショー!）（貝蒂教授）
- 少年悍將（彈力女（英语：Elasti-Girl）〈塔拉·史壯〉、豹女郎（英语：Pantha）〈黛安·迪拉諾（英语：Diane Delano）〉）
- 索爾：亞斯格特之子（日语：勇者ソー 〜アスガルドの伝説〜）（女武神〈凱西·薇瑟樂克〉）※迪士尼XD版。
- 泰山2
- 鐵拳：血之復仇（木人）
- 動物方城市（獺太太〈奧克塔维亞·斯賓塞〉）

### 廣播節目
- TOKYO→NIIGATA MUSIC CONVOY（日语：TOKYO→NIIGATA MUSIC CONVOY）星期二（FM PORT（日语：新潟県民エフエム放送），2006年5月）

### 舞台
- 2011閱讀劇場vol.1 1st（2011年1月16日，劇場KASSAI）

### 柏青哥遊戲
- 角子機福星小子2（日语：パチスロうる星やつら2）（辯天（日语：うる星やつらの登場人物#ラムの親戚・友人））

### 布偶劇
- 吵雜森林的小頑固（日语：ざわざわ森のがんこちゃん）（NHK教育，小頑固〈第2代〉）[注 3]

### 電視節目
- COUNT DOWN TV（阿比君的聲音，2004年1月10日～3月27日替石川寬美代班）
- 世界的衝擊故事（日语：実録世界のミステリー）（聲音演出）
- 日立 發現世界不可思議的地方！（日语：日立 世界・ふしぎ発見!）（旁白）
- BITWORLD（日语：ビットワールド）（弗利姆）
- I am 冒險少年（日语：アイ・アム・冒険少年）（聲音演出）
- 戴蒙德博士的“人類秘密”（聲音演出）

## 腳註

## 外部連結
- 根本圭子｜81 Produce （页面存档备份，存于） （日語）
- 『NEMORIZMEMORY』 （页面存档备份，存于） （日語）－根本圭子的官方個人部落格。
- 根本圭子的X（前Twitter） （日語）
- 根本圭子 （页面存档备份，存于） （日語）－Talent Date Bank
- Keiko Nemoto （页面存档备份，存于） （日語）－TMDb